# Carabus tauricus
Carabus scabrosus tauricus là một loài bọ cánh cứng đặc hữu của Krym, Ukraina.